# ريك ويلكينز
ريك ويلكينز (بالإنجليزية: Rick Wilkins)‏ هو لاعب كرة قاعدة أمريكي، ولد في 4 يونيو 1967 في جاكسونفيل في الولايات المتحدة.

## وصلات خارجية
- ريك ويلكينز على موقعبيزبول رفرنس.كوم (الدوري الرئيسي) (الإنجليزية)
- ريك ويلكينز على موقعبيزبول رفرنس.كوم (الدوري الثانوي) (الإنجليزية)
- ريك ويلكينز على موقع مشجعي الرسوم البيانية (الإنجليزية)